# 青森市議会
青森市議会（あおもりしぎかい）は、青森県の県庁所在地である青森市に設置されている地方議会である。
青森市は平成の大合併で新設方式を採用したため再選挙を実施しており、県庁所在地では同じように合併再選挙を選択した静岡市、東日本大震災の特例対象市である盛岡市、仙台市、福島市と日本返還で時期がずれた那覇市同様統一地方選挙から外れた任期を組むようになった。

## 概要

### 任期
4年

### 定数
35人

### 所在地
青森県青森市中央一丁目22-5
青森市役所本庁舎4階

### 委員会
- 議会運営委員会

#### 常任委員会
- 総務企画常任委員会
- 文教経済常任委員会
- 都市建設常任委員会
- 民生環境常任委員会

#### 特別委員会
- 予算特別委員会
- 決算特別委員会
- 雪対策特別委員会
- 危機管理対策特別委員会

##### かつてあった特別委員会
- アウガ問題に関する調査特別委員会
- アウガ問題調査特別委員会

### 定例会
- 年4回実施[4]

### 事務局
- 議会事務局
  - 総務課
  - 議事調査課

## 会派
| 会派名         | 議席数 | 所属党派                    | 議員名（◎は代表者）                                                    | 女性議員数 | 女性議員の比率(%) |
| -------------- | ------ | --------------------------- | ---------------------------------------------------------------------- | ---------- | ----------------- |
| 自民クラブ     | 8      | 自由民主党6 無所属2         | ◎花田明仁 大矢保 長谷川章悦 小豆畑緑 中田靖人 澁谷洋子 柿崎孝治 関貴光 | 2          | 25                |
| 日本共産党     | 6      | 日本共産党                  | ◎村川みどり 天内慎也 万徳なお子 赤平勇人 相馬純子 山田千里             | 4          | 66.66             |
| 創青会         | 5      | 自由民主党3 参政党1 無所属1 | ◎里村誠悦 小倉尚裕 木戸喜美男 舘山善也 木村淳司                        | 0          | 0                 |
| 市民クラブ     | 4      | 立憲民主党1 無所属3         | ◎木下靖 工藤健 奈良祥孝 竹山美虎                                       | 1          | 16.67             |
| 公明党         | 4      | 公明党                      | ◎山本武朝 渡部伸広 軽米智雅子 工藤夕介                                 | 1          | 25                |
| 立憲民主・社民 | 3      | 立憲民主党2 社会民主党1     | ◎蛯名和子 藤田誠 小熊ひと美                                            | 2          | 66.66             |
| 無所属         | 2      | 無所属 （議長）             | 中村美津緒 奈良岡誠                                                    | 0          | 0                 |
| 計             | 32     |                             |                                                                        | 10         | 31.25             |

## 議員報酬等
| 役職   | 議員報酬        | 政務活動費 |
| ------ | --------------- | ---------- |
| 議長   | 月額 65万8000円 | 月額 9万円 |
| 副議長 | 月額 60万3000円 | 月額 9万円 |
| 議員   | 月額 58万0000円 | 月額 9万円 |

- 別途、年2回期末手当あり
- 政務活動費の残金は市に返還する義務がある
- 議員年金は2011年（平成23年）6月1日で廃止されている

## 騒動・不祥事

### 山崎翔一の差別的投稿と盗聴疑惑
- 2018年11月 - 山崎翔一市議が、2018年8月下旬から10月下旬にかけTwitter上に「片腕落として障害者雇用」「年金暮らしジジイを舐めすぎ　平日の役所窓口で罵声叫んでるのだいたい爺さん」などと投稿。インドで見た光景として「デリー行きの電車に乗った時、おかまの物乞い来たな～」と性的少数者への差別的な表現で投稿。11月5日、山崎は記者会見し、「不適切な投稿により、多数の方に不快な思いをさせ、誠に申し訳ございません。深く考えず投稿してしまった」と謝罪。山崎は10月28日投開票の青森市議選で初当選したばかりであった[7][8]。11月26日、市議会は山崎に対する辞職勧告決議案を可決した[9]。
- 2019年3月 - 山崎が、議会の控室に録音状態のスマートフォンを置いていた。無所属議員の控室を使用している別の市議が3月8日、ソファの隙間から録音状態のスマホを見つけた。他の議員から「盗聴ではないか」と疑う声も上がっているというが、山崎は否定した[10]。3月22日、市議会は2回目となる山崎に対する辞職勧告決議案を可決。山崎は辞職を拒否し議員活動を続ける考えを示した[11]。山崎は、2022年10月30日投開票の市議会議員選挙に再選を目指し立候補したが落選した。

## 定数の推移
「青森市議会議員定数条例」によって定数が決められている。
- 2006年（平成18年）10月20日選挙 - 41人
- 2014年（平成26年）10月26日選挙 - 41人→35人
- 2022年（令和4年）10月30日選挙 - 35人→32人

## 議会出身者
- 今村修（衆議院議員）
- 梅村大（衆議院議員）
- 大坂金助（衆議院議員・貴族院議員）
- 大澤喜代一（衆議院議員）
- 古寺宏（衆議院議員）
- 関晴正（衆議院議員）
- 田中藤次郎（衆議院議員）
- 樋口喜輔（衆議院議員）
- 淡谷清蔵（4代目旧青森市長）
- 加賀秀雄（11代目旧青森市長）
- 千葉伝蔵（12代目旧青森市長）
- 柿崎守忠（13代目旧青森市長）
- 横山實（14代目旧青森市長）
- 奈良岡末造（16代目旧青森市長）
- 鹿内博（2代目青森市長）